# Regência Italiana de Carnaro
A Regência Italiana de Carnaro (em italiano:  Reggenza Italiana del Carnaro) foi um estado auto-proclamado, na cidade de Fiume (hoje Rijeka, Croácia), liderada por Gabriele d'Annunzio, entre 1919 e 1920.

## Impresa di Fiume

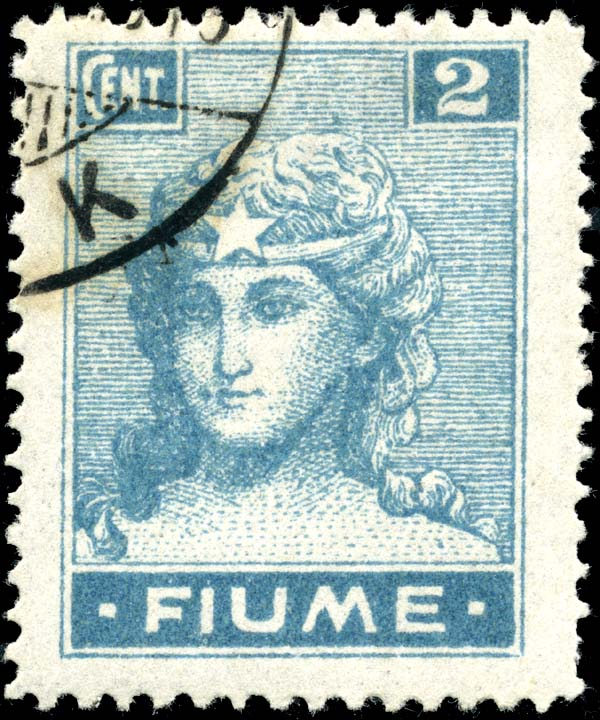
Carimbo de postagem de Fiume, 1919.

Durante a Primeira Guerra Mundial (1914-1918), a Itália fez um pacto com os Aliados, o Tratado de Londres (1915), no qual foi prometido todo o litoral austríaco, com exceção da cidade de Fiume. Após o fim da guerra, na Conferência de Paz de Paris de 1919, esta delimitação do território foi confirmada, com Fiume permanecendo fora das fronteiras italianas, mas se juntando aos territórios croatas no Reino dos Sérvios, Croatas e Eslovenos.
Gabriele d'Annunzio ficou irritado com o que ele considerou ser a entrega da cidade de Fiume. Em 12 de setembro de 1919,liderou uma expedição do Exército Real italiano (os Granatieri di Sardegna), nacionalistas italianos e irredentistas, para a apreensão da cidade, forçando a retirada das forças de ocupação internacionais compostas por estados aliados (Americanos, ingleses e franceses). Sua marcha de Ronchi dei Legionari à Fiume tornou-se conhecida como a Impresa di Fiume (Esforço de Fiume).

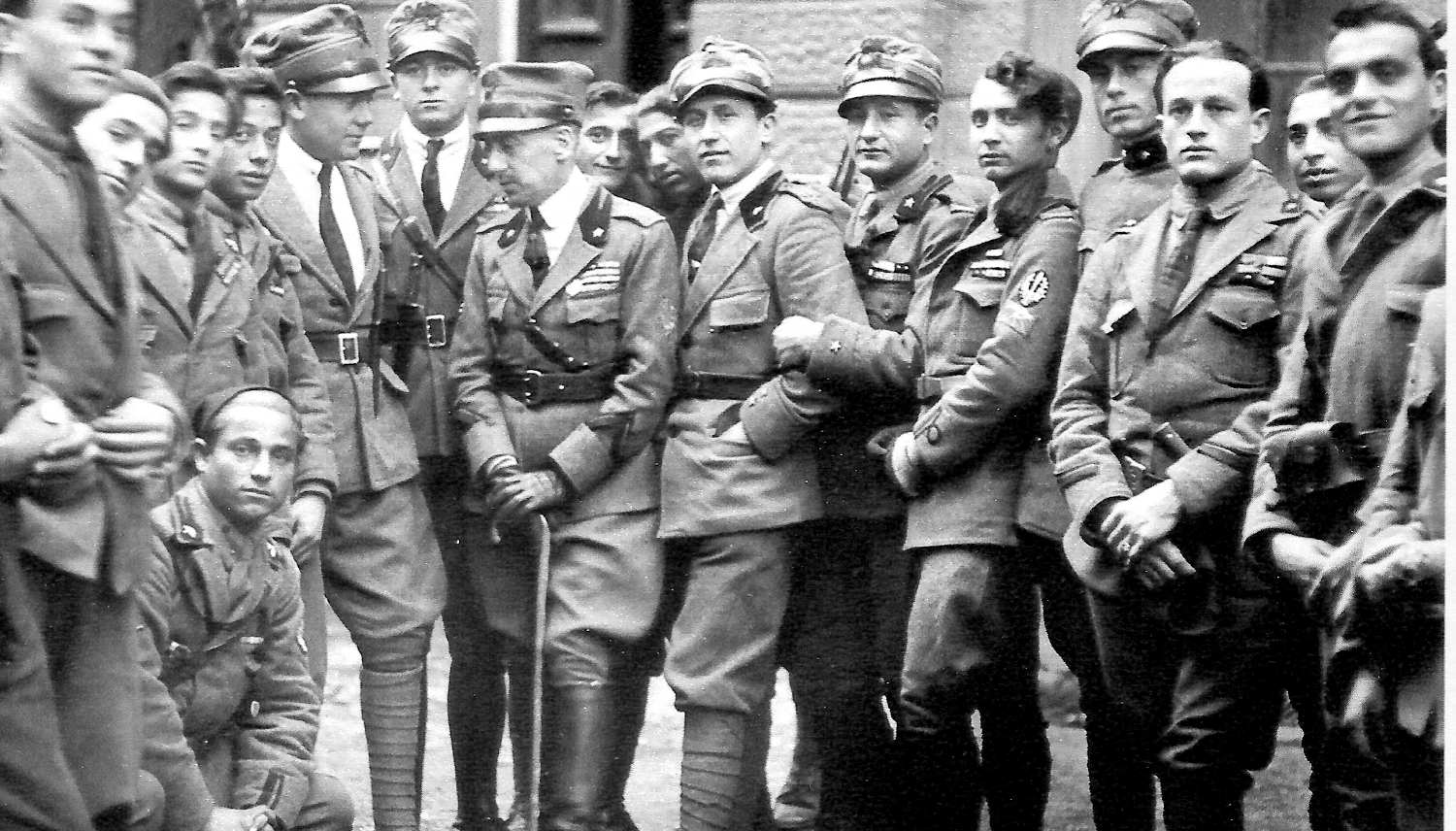
Gabriele d'Annunzio (no meio com a bengala) com alguns legionários (componentes do departamento Arditi do Exército Real Italiano) em Fiume, em 1919. À direita de d'Annunzio, de frente para ele, Tenente Arturo Avolio (comandante dos Arditi, do departamento da Brigada de Bolonha).

No mesmo dia, d'Annunzio anunciou que havia anexado o território de Fiume ao Reino da Itália, sendo aclamado por parte da população italiana que vivia em Fiume. Essa manobra recebeu oposição por parte do governo italiano e d'Annunzio tentou resistir à pressão da Itália. Os conspiradores procuraram a anexação de Fiume por parte da Itália, mas isso foi negado. Em vez disso, a Itália iniciou um bloqueio de Fiume, enquanto demandava a rendição dos conspiradores.

## Regência

O jaque naval de Carnaro

Em 8 de setembro de 1920, d'Annunzio proclamou que a cidade estava sob a Regência Italiana de Carnaro, com uma constituição antecipando alguns dos elementos do posterior sistema fascista italiano, com ele mesmo como ditador, utilizando o título de Comandante.
O nome Carnaro foi retirado do Golfo del Carnaro (Golfo de Kvarner), onde a cidade está localizada. Ele foi temporariamente expandido por d'Annunzio, a fim de incluir a ilha de Veglia. O único Estado a reconhecer a Regência Italiana de Carnaro foi a União Soviética.[carece de fontes?]

## Constituição
A Carta de Carnaro (Carta del Carnaro em italiano) foi uma constituição que combinava ideias anarquistas, proto-fascistas, republicanas e democráticas. D'Annunzio é muitas vezes visto como um precursor das ideias e técnicas do fascismo italiano. Seus próprios ideais explícitos políticos surgiram em Fiume, quando ele foi co-autor da carta com o sindicalista Alceste De Ambris. De Ambris proveu o enquadramento político e legislativo, enquanto que d'Annunzio adicionou as suas habilidades como um poeta. A carta designa a música como uma "instituição religiosa e social."

### Corporações
A constituição estabelecia um estado corporativo, com nove corporações para representar os diferentes setores da economia, cuja adesão era obrigatória, acrescida de uma décima corporação planejada por d'Annunzio, para representar "os indivíduos superiores" (poetas, "heróis" e "super-homens"). Os outros nove eram:
- Trabalhadores industriais e agrícolas
- Navegantes
- Os empregadores
- Técnicos industriais e agrícolas
- Burocratas e administradores privados
- Professores e alunos
- Advogados e médicos
- Funcionários públicos
- Trabalhadores cooperativos

### Poder Executivo
O poder executivo seria investido em sete ministros (rettori) para cada área:
- Negócios Estrangeiros
- Tesouro
- Educação
- Polícia e Justiça
- Defesa
- Economia Pública
- Trabalho

### Poder Legislativo
O poder legislativo estava a cargo de uma legislatura bicameral. Sessões conjuntas de ambos os conselhos (Arengo del Carnaro), seriam responsáveis pela tratados com potências estrangeiras, emendas à constituição, e a nomeação de um ditador em momentos de emergência.
- Conselho dos Melhores (Consiglio degli Ottimi) – Eleito por sufrágio universal por um período de 3 anos – 1 conselheiro por cada 1000 habitantes. Responsável pela legislação relativa à justiça civil e criminal, polícia, forças armadas, educação, vida intelectual e as relações entre o governo central e as comunas
- Conselho das Corporações (Consiglio dei Provvisori) – 60 membros, escolhido pelas nove corporações para exercerem mandatos de 2 anos– Responsável pelas leis que regulam negócios e de comércio, relações de trabalho, serviços públicos, transporte e navegação mercante, tarifas e comércio, obras públicas, profissões médicas e jurídicas

### Poder judiciário
Poder judiciário foi atribuído aos tribunais
- Suprema Corte, (Corte della Ragione, literalmente, "Tribunal da Razão")
- Tribunais Comunais, (Buoni Uomini, literalmente "Homens Bons")
- Tribunal do trabalho (Giudici del Lavoro)
- Tribunal Civil (Giudici Togati, literalmente, "os Juízes de toga")
- Tribunal penal (Giudici del Maleficio)

### Impacto
Benito Mussolini foi influenciado pelas partes fascistas da constituição e pelo estilo de liderança de d'Annunzio como um todo. Como o movimento Fascista chegou ao poder na Itália, d'Annunzio se mudou para ela, e tornou-se próximo de Mussolini.[carece de fontes?] De Ambris, no entanto, era um adversário declarado do Fascismo, chamando o movimento de "um peão sujo."

## Fim
Com a aprovação do Tratado de Rapallo, em 12 de novembro de 1920, Fiume se tornou um estado independente, o Estado Livre de Fiume.
D'Annunzio ignorou o Tratado de Rapallo e declarou guerra à Itália. Em 24 de dezembro de 1920, um bombardeio realizado pela Real Marinha italiana forçaram os legionários de Fiume a evacuar e a entregar a cidade.
O Estado Livre de Fiume durou oficialmente até 1924, quando Fiume foi formalmente anexada ao Reino da Itália sob os termos do Tratado de Roma. A divisão administrativa foi chamado a Província de Carnaro.